# Silvio Stampiglia
Silvio Stampiglia fue un libretista italiano nacido en Civita Lavinia, el 14 de marzo de 1664 y fallecido en Nápoles, el 27 de enero de 1725. Fue miembro fundador de la Academia dell'Arcadia bajo el nombre de Palemone Licurio. 

## Biografía
Después de los estudios primarios de leyes y matemáticas en Roma, se orientó como poeta y libretista. Sus primeros libretos fueron de serenatas y oratorios, que se organizaron en diversas iglesias de la ciudad: entre estos se pueden mencionar, en particular, San Stefano, primo re dell'Ungheria y La gioa nel seno d'Abramo, que se publicaron en 1687 y 1690 respectivamente.
De 1696 a 1704 estuvo en Nápoles al servicio de la corte del virrey y al mismo tiempo escribió sus primeras obras para el Teatro San Bartolomeo, el principal teatro de la ciudad, entre los que figuran Il trionfo di Camilla y La Partenope. En 1704, estuvo en la corte del Gran Duque Fernando de Médici en Florencia, para el que produjo varias obras que fueron representadas en Pratolino. De 1706 a 1718 fue poeta e historiador de la corte imperial de Viena en 1718 y nuevamente en Roma. En 1722 dejó la Ciudad Eterna para ir a Nápoles, donde permaneció durante el resto de su vida. 
Su hijo Louis Marie siguió sus pasos, pero parece que se mantuvo activo principalmente como traductor y adaptador. 

## Obra
Los primeros cinco libretos impresos (escrito para el San Bartoloneo) son muy lúdicos, con personajes que a menudo se burlan de los nobles, que dan prioridad al amor, con personajes típicos del siglo XVII. Pero también pertenece, con sus contemporáneos Domenico Lalli, Peter Pariati, Antonio Salvi, Francesco Silvani y especialmente Apostolo Zeno, al grupo de libretistas que en las primeras décadas del siglo XVIII se vieron obligados a reformar el libreto de ópera y purificar la grandilocuencia del libreto barroco del Seicento veneciano. 
Stampiglia jugó un papel importante en esta reforma y el resultado puede ser observado en sus libretos, como su Arteaga, en el que se perciben las diversas reformas en la presencia del final feliz y la exclusión total de escenas de teatro cómico. Normalmente en sus libretos se han utilizado argumentos sobre la historia de Roma, mientras que sólo en unos pocos, como el llamado Partenope utiliza temas mitológicos. 
Entre sus obras tuvo mucho éxito su primer libreto de ópera, Il trionfo di Camilla, que fue objeto de 38 producciones en 70 años, tres en el escenario en Londres. Incluso su segunda obra, La caduta de 'Decemviri, despertó cierto interés, ya que se utilizó en al menos 10 producciones en 31 años. Pero el drama que obtuvo el mayor consenso de todos fue sin duda Partenope, que se representó 41 veces en 57 años. Una de estas producciones fue del compositor Manuel de Zumaya, que sentó las bases en 1711 del teatro del virrey de México: por lo tanto, es la primera ópera italiana representada sobre un escenario del Nuevo Mundo. Compositores muy famosos de su tiempo y posteriores, agregaron la música a los textos incluyendo Alessandro Scarlatti, Giovanni Bononcini y Antonio Maria Bononcini.